# Huitzilopochtli

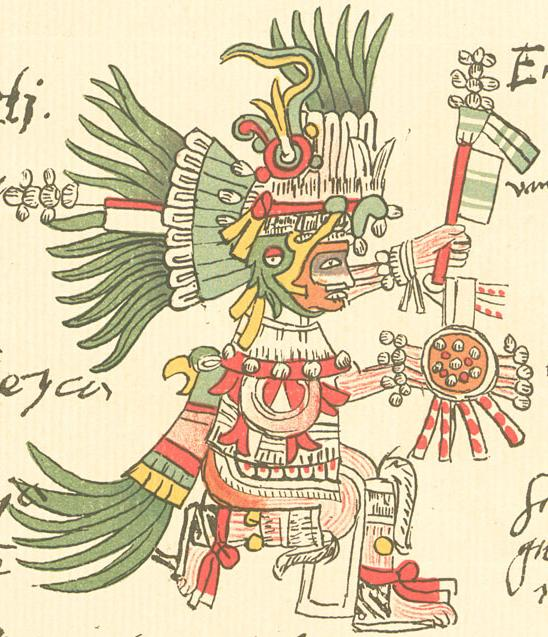
Huitzilopochtli

Huitzilopochtli [vicilopočtli] byl mezoamerický bůh války, slunce, lidských obětí a patron města Tenochtitlánu. Byl hlavním bohem kmene Aztéků, který je vyzval dle legendy k putování na jih a přiměl je k založení města Tenochtitlanu na místě, kde byla pod bílou vrbou nalezena bílá žába a ve vodě bílá ryba a poblíž seděl orel na kaktusu a zápasil s hadem. Tato legenda se zachovala dodnes v kodexu Mendoza.
V nahuatlu jeho jméno znamená „Kouzelník kolibřík“; byl nazýván také jako Ilhuicatl Xoxouhqui – „Modrý nebešťan“ či Tlahuipochtli – „Kouzelník, který zvrací světlo“.

## Příběh slunečního boha
Bůh Huitzilopochtli se narodil na hoře Coatepecu (Hadí hora) a musel zabít svou sestru Coyolxauhqui, bohyni Měsíce a zapudit dvakrát čtyři sta nepřátelských bratrů jižních a severních hvězd.